# Prva liga SR Jugoslavije 1999-2000
L'edizione 1999-00 del campionato jugoslavo fu l'ottava della Repubblica Federale di Jugoslavia e vide la vittoria finale della Stella Rossa.
Capocannoniere del torneo fu Mateja Kežman (Partizan), con 27 reti.

## Incidenti
La stagione è stata segnata dal tragico evento accaduto il 30 ottobre 1999 in occasione del 113º večiti derbi fra Partizan e Stella Rossa. Il 17enne tifoso ospite Aleksandar "Aca" Radović di Opovo fu ucciso da un bengala sparato dall'interno dello stadio. Radović, studente del terzo anno alla prva beogradska gimnazija, stava sostenendo la sua squadra nel settore nord dello Stadio Partizan quando, al 20º minuto della partita, venne colpito al petto da un bengala sparato dalla parte opposta dello stadio ove si trovavano i fan del Partizan. I nero-bianchi avevano appena segnato la rete del vantaggio ed alcuni membri dei Grobari, gli ultrà del Partizan, hanno sparato una serie di bengala. La maggior parte dei razzi è finita sulla tribuna nord ove si trovavano i Delije, la fazione più calda dei sostenitori bianco-rossi, e uno ha colpito lo sfortunato adolescente proprio nel petto vicino alla gola, recidendo l'aorta. Radović è morto quasi istantaneamente mentre veniva spostato dalle tribune fino alla pista di atletica dello stadio e caricato su un'ambulanza.
Sorprendentemente, la partita non è stata interrotta e le due squadre hanno continuato a giocare, una decisione che generò molte critiche rivolte ai due club, al campionato di calcio ed alla federazione jugoslava.
Le indagini condotte dalla polizia hanno poi scoperto che il bengala che ha ucciso Radović è stato lanciato dal fan del Partizan Majk Halkijević (classe 1975) di Krnjača. Oltre ad Halkijević, sono stati scoperti anche altri tre ragazzi che hanno lanciato bengala nella stessa occasione: Nenad "Kec" Kecojević (classe 1976) di Mali Mokri Lug, Aleksandar "Sale" Aleksić (classe 1975) di Krnjača e Zoran "Prcko" Jovanović (classe 1974) di Belgrado. Secondo le indagini, i razzi di segnalazione da nave furono originariamente acquistati in Grecia per poi essere introdotti di nascosto in Serbia. A Belgrado, il leader dei Grobari Zoran "Čegi" Živanović ne ha acquistati 10 oltre a 60 flare, tutti da Mirko Urban. Čegi ha portato poi il materiale allo stadio Partizan il giorno del derby consegnandolo a Časlav "Čaja" Kurandić, il quale, con l'aiuto del magazziniere Branko "Gavran" Vučićević, li ha nascosti nelle borse dell'equipaggiamento sportivo della squadra. Una volta dentro agli spogliatoi, i razzi sono passati a Goran "Tuljak" Matović e Dragan "Lepi Gaga" Petronić attraverso la finestra del camerino e da lì verso la tribuna sud mentre Nikola "Džoni" Dedović distraeva lo steward di sorveglianza. Nella tribuna sud, il capogruppo Čegi ha distribuito bengala e flare a vari Grobari, incluso Majk Halkijević.
Al processo, durato quasi due anni, gli imputati non furono accusati di omicidio, bensì di disturbo dell'ordine pubblico e di causato pericolo. Il verdetto è stato pronunciato il 1º marzo 2001: Halkijević ha ottenuto un anno e 11 mesi di condanna. Aleksandar "Sale" Aleksić ha ottenuto un anno e otto mesi mentre Nenad "Kec" Kecojević, Zoran "Čegi" Živanović (capo dei Grobari) e Časlav "Čaja" Kurandić hanno ottenuto un anno e mezzo. Inoltre, Dragan "Lepi Gaga" Petronić e Srđan Šalipurović hanno ottenuto sei mesi, mentre Mirko Urban, noto anche come Mirko Pekar (Mirko il panettiere), accusato di vendere i razzi ai Grobari, ha ottenuto un anno e mezzo. Altri che erano nella lista degli accusati ma non hanno ricevuto alcuna condanna sono stati Zoran "Prcko" Jovanović, Nikola "Džoni" Dedović, Branko "Gavran" Vučićević e Goran "Tuljak" Matović.

## Formula
Le 21 squadre disputano un girone all'italiana andata-ritorno di 42 giornate complessive (40 partite per ciascuna).
La vincitrice è campione di R.F.Jugoslavia.
In vista del ritorno del format a 18 squadre, retrocedono in Druga liga SR Jugoslavije 2000-2001 le ultime 6 classificate (3 salgono dalla 2.liga 1999-00).

## Squadre partecipanti
| Squadra             | Città                                                                                              | Stadio                                                                                             | Capienza                                                                                           | Così nel 1998-99                                                                                   |
| ------------------- | -------------------------------------------------------------------------------------------------- | -------------------------------------------------------------------------------------------------- | -------------------------------------------------------------------------------------------------- | -------------------------------------------------------------------------------------------------- |
| Partizan            | Belgrado                                                                                           | Stadio Partizan                                                                                    | 32 710                                                                                             | Campione                                                                                           |
| Obilić              | Stari Grad, Belgrado                                                                               | Stadio Miloš Obilić                                                                                | 4 500                                                                                              | 2º                                                                                                 |
| Stella Rossa        | Belgrado                                                                                           | Stadio Stella Rossa                                                                                | 55 538                                                                                             | 3º                                                                                                 |
| Vojvodina           | Novi Sad                                                                                           | Stadio Karađorđe                                                                                   | 17 204                                                                                             | 4º                                                                                                 |
| Rad Belgrado        | Banjica, Belgrado                                                                                  | Stadio Kralj Petar I                                                                               | 6 000                                                                                              | 5º                                                                                                 |
| Proleter Zrenjanin  | Zrenjanin                                                                                          | Stadio Karađorđev park                                                                             | 13 500                                                                                             | 6º                                                                                                 |
| Hajduk Kula         | Kula                                                                                               | Stadion Hajduk                                                                                     | 6 000                                                                                              | 7º                                                                                                 |
| OFK Belgrado        | Karaburma, Belgrado                                                                                | Stadio Omladinski                                                                                  | 20 000                                                                                             | 8º                                                                                                 |
| Sartid              | Smederevo                                                                                          | Stadio Smedereva                                                                                   | 17 200                                                                                             | 9º                                                                                                 |
| Radnički Kragujevac | Kragujevac                                                                                         | Stadio Čika Dača                                                                                   | 22 100                                                                                             | 10º                                                                                                |
| Milicionar          | Čukarica, Belgrado                                                                                 | Stadion Makiš                                                                                      | 4 000                                                                                              | 11º                                                                                                |
| Zemun               | Zemun, Belgrado                                                                                    | Gradski Stadion Zemun                                                                              | 10 000                                                                                             | 12º                                                                                                |
| Železnik            | Čukarica, Belgrado                                                                                 | Stadion Železnik                                                                                   | 8 000                                                                                              | 13º                                                                                                |
| Budućnost           | Podgorica                                                                                          | Stadion Pod Goricom                                                                                | 12 000                                                                                             | 14º                                                                                                |
| Mogren              | Budua                                                                                              | Stadio Lugovi                                                                                      | 4 000                                                                                              | 15º                                                                                                |
| Radnički Niš        | Niš                                                                                                | Stadion Čair                                                                                       | 18 000                                                                                             | 16º                                                                                                |
| Prishtina           | 17º in 1.liga, ha abbandonato il sistema calcistico jugoslavo e si è trasferito in quello kosovaro | 17º in 1.liga, ha abbandonato il sistema calcistico jugoslavo e si è trasferito in quello kosovaro | 17º in 1.liga, ha abbandonato il sistema calcistico jugoslavo e si è trasferito in quello kosovaro | 17º in 1.liga, ha abbandonato il sistema calcistico jugoslavo e si è trasferito in quello kosovaro |
| Spartak Subotica    | Subotica                                                                                           | Gradski stadion                                                                                    | 13 000                                                                                             | 18º                                                                                                |
| Borac Čačak         | Čačak                                                                                              | Čačak Stadium                                                                                      | 6 000                                                                                              | 1º in 2.liga Ovest                                                                                 |
| Sutjeska            | Nikšić                                                                                             | Stadion kraj Bistrice                                                                              | 10 800                                                                                             | 2º in 2.liga Ovest                                                                                 |
| Čukarički           | Čukarica, Belgrado                                                                                 | Stadio Čukarički                                                                                   | 7 000                                                                                              | 1º in 2.liga Est                                                                                   |
| Hajduk Belgrado     | Zvezdara, Belgrado                                                                                 | Stadion Hajduka na Lionu                                                                           | 4 500                                                                                              | 2º in 2.liga Est                                                                                   |

### Squadra campione
- Allenatore: Miloljub Ostojić (esonerato dopo 2 settimane), Slavoljub Muslin

- Milenko Ačimovič
- Srđan Bajčetić
- Nikoslav Bjegović
- Branko Bošković
- Goran Bunjevčević
- Milivoje Vitakić
- Ivan Vukomanović
- Blaže Georgioski
- Stevo Glogovac
- Jovan Gojković
- Ivan Gvozdenović
- Ivan Dudić
- Goran Drulić
- Dejan Ilić
- Branko Jelić
- Aleksandar Kocić (portiere)
- Nenad Lalatović
- Leo Lerinc
- Marjan Marković
- Dragan Mićić
- Nenad Miljković
- Vladislav Mirković
- Miodrag Pantelić
- Dejan Pešić
- Mihajlo Pjanović
- Dragan Stevanović
- Boban Stojanović
- Dalibor Škorić

Fonte: crvenazvezdafk.com Archiviato il 3 novembre 2010 in Internet Archive.

## Classifica
| Pos. | Squadra             | Pt  | G  | V  | N  | P  | GF  | GS  | DR  |
| ---- | ------------------- | --- | -- | -- | -- | -- | --- | --- | --- |
| 1.   | Stella Rossa        | 105 | 40 | 33 | 6  | 1  | 85  | 19  | +66 |
| 2.   | Partizan            | 101 | 40 | 32 | 5  | 3  | 111 | 30  | +81 |
| 3.   | Obilić              | 89  | 40 | 28 | 5  | 7  | 71  | 32  | +39 |
| 4.   | Rad Belgrado        | 60  | 40 | 17 | 9  | 14 | 56  | 46  | +10 |
| 5.   | Sutjeska            | 60  | 40 | 17 | 9  | 14 | 50  | 50  | 0   |
| 6.   | Čukarički           | 56  | 40 | 15 | 11 | 14 | 42  | 43  | -1  |
| 7.   | OFK Belgrado        | 55  | 40 | 15 | 10 | 15 | 58  | 62  | -4  |
| 8.   | Železnik            | 54  | 40 | 15 | 9  | 16 | 55  | 47  | +8  |
| 9.   | Zemun               | 54  | 40 | 15 | 9  | 16 | 47  | 57  | -10 |
| 10.  | Vojvodina           | 53  | 40 | 15 | 8  | 17 | 54  | 40  | +14 |
| 11.  | Radnički Niš        | 52  | 40 | 16 | 4  | 20 | 50  | 49  | +1  |
| 12.  | Budućnost           | 52  | 40 | 15 | 7  | 18 | 45  | 45  | 0   |
| 13.  | Radnički Kragujevac | 52  | 40 | 13 | 13 | 14 | 35  | 41  | -6  |
| 14.  | Hajduk Kula         | 52  | 40 | 15 | 7  | 18 | 39  | 46  | -7  |
| 15.  | Milicionar          | 51  | 40 | 14 | 9  | 19 | 52  | 52  | 0   |
| 16.  | Sartid              | 50  | 40 | 14 | 8  | 18 | 42  | 47  | -5  |
| 17.  | Proleter Zrenjanin  | 46  | 40 | 12 | 10 | 18 | 36  | 49  | -13 |
| 18.  | Hajduk Belgrado     | 45  | 40 | 14 | 3  | 23 | 56  | 75  | -19 |
| 19.  | Mogren              | 44  | 40 | 13 | 5  | 22 | 40  | 70  | -30 |
| 20.  | Spartak Subotica    | 29  | 40 | 8  | 5  | 27 | 34  | 84  | -50 |
| 21.  | Borac Čačak         | 22  | 40 | 6  | 4  | 30 | 36  | 100 | -64 |

Legenda:

      Campione di R.F.Jugoslavia e qualificato alla UEFA Champions League 2000-2001 

      Qualificato alla Coppa UEFA 2000-2001 

      Qualificato alla Coppa Intertoto 2000 

      Retrocesso in Druga liga SR Jugoslavije 2000-2001 

Note:

3 punti per la vittoria, 1 per il pareggio, 0 per la sconfitta.

### Classifica marcatori
| Pos. | Giocatore           | Squadra            | Reti |
| ---- | ------------------- | ------------------ | ---- |
| 1    | Mateja Kežman       | Partizan           | 27   |
| 2    | Mihajlo Pjanović    | Stella Rossa       | 22   |
| 3    | Petar Divić         | OFK Belgrado       | 21   |
| 4    | Vladimir Ivić       | Partizan           | 19   |
| 4    | Saša Ilić           | Partizan           | 19   |
| 6    | Dragan Đukanović    | Mogren             | 17   |
| 7    | Nenad Mirosavljević | Proleter Zrenjanin | 15   |
| 7    | Gabrijel Radojičić  | Obilić             | 15   |
| 9    | Bogić Popović       | Hajduk Beograd     | 14   |
| 9    | Zoran Janković      | Vojvodina          | 14   |

Fonte: Gol(a) istina - Kraljevi strelaca

### Risultati
|                     | S.R | Par | Obi | Rad | Sut | Čuk | OFK | Žel | Zem | Voj | R.N | Bud | R.K | H.K | Mil | Sar | Pro | H.B | Mog | Spa | Bor |
| ------------------- | --- | --- | --- | --- | --- | --- | --- | --- | --- | --- | --- | --- | --- | --- | --- | --- | --- | --- | --- | --- | --- |
| Stella Rossa        | XXX | 2:1 | 2:0 | 1:0 | 5:0 | 1:0 | 3:1 | 0:0 | 1:1 | 4:0 | 1:0 | 3:0 | 1:0 | 2:0 | 3:2 | 2:0 | 4:0 | 3:0 | 2:0 | 4:0 | 4:0 |
| Partizan            | 2:0 | XXX | 0:1 | 1:0 | 2:0 | 2:1 | 3:0 | 1:1 | 4:1 | 4:1 | 5:2 | 4:1 | 4:0 | 3:0 | 2:1 | 4:0 | 1:0 | 4:2 | 2:0 | 7:2 | 8:1 |
| Obilić              | 1:1 | 3:0 | XXX | 1:0 | 2:1 | 0:1 | 2:2 | 2:0 | 1:0 | 2:0 | 2:1 | 3:1 | 3:0 | 1:0 | 1:0 | 1:0 | 3:1 | 3:2 | 2:0 | 2:0 | 6:0 |
| Rad Belgrado        | 1:1 | 1:2 | 2:3 | XXX | 2:1 | 2:0 | 0:1 | 1:0 | 5:1 | 1:0 | 2:1 | 1:0 | 1:1 | 2:0 | 1:1 | 0:1 | 2:2 | 2:1 | 3:1 | 1:0 | 3:0 |
| Sutjeska            | 0:1 | 2:2 | 1:2 | 1:0 | XXX | 0:0 | 3:2 | 2:1 | 0:0 | 1:0 | 3:2 | 1:0 | 0:1 | 1:0 | 2:0 | 4:1 | 3:1 | 4:3 | 2:0 | 1:0 | 2:1 |
| Čukarički           | 0:1 | 0:2 | 1:2 | 1:1 | 2:2 | ХХХ | 3:3 | 0:0 | 1:2 | 0:1 | 2:0 | 1:1 | 2:0 | 0:0 | 1:1 | 2:1 | 2:0 | 1:0 | 1:0 | 2:1 | 2:0 |
| OFK Belgrado        | 1:2 | 2:2 | 4:2 | 0:0 | 2:3 | 3:1 | XXX | 1:1 | 1:1 | 2:0 | 1:0 | 2:1 | 1:1 | 1:0 | 2:1 | 0:1 | 3:1 | 2:1 | 3:1 | 3:0 | 1:4 |
| Železnik            | 1:3 | 0:1 | 0:3 | 2:2 | 3:1 | 1:2 | 4:3 | XXX | 2:1 | 1:0 | 3:1 | 1:0 | 3:1 | 2:0 | 2:2 | 1:0 | 3:0 | 3:1 | 4:0 | 3:0 | 5:3 |
| Zemun               | 0:4 | 0:3 | 2:1 | 2:1 | 1:1 | 0:1 | 2:1 | 1:1 | XXX | 2:1 | 1:0 | 2:0 | 2:0 | 1:1 | 2:2 | 0:0 | 2:0 | 0:3 | 2:0 | 1:0 | 2:1 |
| Vojvodina           | 1:2 | 2:2 | 1:1 | 3:2 | 1:1 | 2:0 | 3:0 | 1:0 | 3:3 | XXX | 2:0 | 2:0 | 2:0 | 1:2 | 0:1 | 0:1 | 2:1 | 5:1 | 3:0 | 4:1 | 4:0 |
| Radnički Niš        | 1:2 | 0:1 | 2:1 | 3:0 | 2:0 | 3:0 | 4:0 | 2:0 | 2:3 | 2:1 | XXX | 1:0 | 0:0 | 1:0 | 1:0 | 2:1 | 1:3 | 2:0 | 4:2 | 2:0 | 4:1 |
| Budućnost           | 0:2 | 1:4 | 0:2 | 1:0 | 0:0 | 0:0 | 3:1 | 1:0 | 1:0 | 4:0 | 1:0 | XXX | 2:0 | 0:2 | 2:1 | 1:1 | 2:0 | 2:0 | 4:1 | 4:0 | 2:0 |
| Radnički Kragujevac | 1:1 | 1:1 | 0:0 | 1:2 | 3:0 | 1:3 | 0:0 | 0:0 | 1:0 | 2:1 | 2:0 | 1:2 | XXX | 2:0 | 1:0 | 1:0 | 0:0 | 3:1 | 0:0 | 3:1 | 1:1 |
| Hajduk Kula         | 1:3 | 0:5 | 0:2 | 2:1 | 0:0 | 2:0 | 2:0 | 1:0 | 3:1 | 1:1 | 1:0 | 0:3 | 0:1 | XXX | 2:0 | 0:1 | 1:1 | 3:1 | 1:0 | 3:0 | 4:0 |
| Milicionar          | 1:2 | 0:1 | 1:0 | 0:3 | 2:1 | 2:0 | 1:1 | 0:2 | 1:0 | 0:0 | 0:0 | 2:1 | 1:0 | 1:0 | XXX | 1:1 | 0:0 | 2:0 | 5:0 | 2:0 | 7:4 |
| Sartid              | 1:2 | 1:3 | 2:3 | 1:1 | 0:0 | 1:1 | 1:0 | 3:2 | 1:2 | 1:0 | 1:0 | 2:0 | 1:2 | 4:0 | 0:2 | XXX | 2:0 | 4:2 | 3:1 | 2:0 | 2:0 |
| Proleter            | 0:1 | 0:2 | 0:2 | 2:0 | 2:1 | 0:0 | 2:1 | 0:0 | 1:0 | 0:1 | 0:0 | 1:0 | 1:1 | 1:0 | 3:0 | 1:1 | XXX | 2:0 | 1:2 | 3:0 | 1:1 |
| Hajduk Belgrado     | 0:3 | 1:2 | 0:3 | 2:2 | 2:0 | 1:0 | 1:2 | 2:1 | 2:1 | 2:2 | 4:1 | 0:2 | 2:1 | 1:1 | 5:1 | 3:0 | 2:1 | XXX | 1:0 | 3:2 | 3:0 |
| Mogren              | 0:2 | 0:7 | 4:0 | 1:2 | 2:1 | 1:3 | 1:1 | 2:1 | 1:2 | 0:0 | 2:0 | 1:1 | 2:1 | 1:0 | 3:1 | 1:0 | 2:0 | 3:0 | XXX | 1:1 | 3:1 |
| Spartak             | 0:2 | 0:6 | 0:0 | 2:3 | 0:2 | 2:3 | 1:2 | 1:0 | 2:1 | 1:0 | 1:1 | 2:2 | 2:1 | 1:3 | 3:2 | 1:0 | 1:3 | 2:0 | 3:0 | XXX | 1:1 |
| Borac Čačak         | 2:2 | 0:1 | 0:2 | 2:3 | 0:2 | 1:2 | 0:2 | 2:1 | 3:2 | 2:3 | 0:2 | 2:1 | 0:1 | 1:3 | 0:5 | 1:0 | 0:1 | 0:1 | 0:1 | 1:0 | XXX |

Fonte: rsssf.com